# 19 Days
19 Days (en chino, 19天; pinyin, 19 Tian) es un manhua en línea escrito e ilustrado por Old Xian, publicado en la web social Weibo desde 2013. La historia fue publicada por primera vez en un libro recopilatorio por Hunan Fine Arts Publishing House el 1 de septiembre de 2013. Posteriormente, Old Xian continuó publicando su trabajo en su página de Weibo. El manhua es actualizado regularmente aproximadamente una vez por semana y cuenta con aproximadamente 480 capítulos contando los especiales.

## Argumento
La historia sigue el día a día de Jian Yi, un estudiante de secundaria que se empecina en mejorar su relación con su mejor amigo, Zhang Xi, de quien está enamorado. Al principio sólo hay pequeñas historias de su amistad y posteriormente se presentan mini arcos; Zhang invita a Jian Yi a su casa a jugar videojuegos, el cumpleaños de Jian Yi, la carta de amor para Zhang, la pelea con Mo Guan Shan, la confesión de Jian Yi a Zhang, la carta que le es robada a Xiao Hui, Zhang acompañando a Jian Yi a su casa y su casi secuestro y el beso entre Mo Guan Shan y He Tian.

## Personajes
- Jian Yi (en chino, 见一)

Es el protagonista principal de la historia. Su mejor amigo es Zhang Xi, a quien conoce desde que ambos eran muy pequeños. Es dueño de una personalidad juguetona y bromista, y en repetidas ocasiones es alagado por la suavidad natural de su cabello. Cuando era niño, solía ser alguien solitario, en parte por no ver mucho a su madre y no conocer a su padre. Su primer amigo fue Zhen Xi, quien contribuyó a que su personalidad mejorase. 
- Zhang Zhen Xi (en chino, 展正希)

Es el mejor amigo de Jian Yi, serio y responsable. Era popular en la escuela media y tiene una hermana menor. Ama jugar videojuegos y leer manhuas, además de tener una gran colección de ambos. Es bueno en los deportes y, a pesar de su usual actitud soberbia con Jian Yi, sí se preocupa profundamente por él.
- He Tian (en chino, 贺天)

Es un enigmático joven que asiste a la misma escuela que Jian y Zhen Xi. Es popular entre las chicas y es poseedor de un aura amenazante. Su principal objetivo era Jian Yi, pero tras un pequeño incidente entre este y Mo Guan Shan, cambia su atención hacia él. 
- Mo Guan Shan (en chino, 莫关山)

Es un bravucón que asiste a la misma escuela que Jian, Zhen Xi y Tian. Después de un choque de hombros con Jian Yi lo reta a una pelea. Durante la pelea, Zhen Xi defiende a Jian por lo que la pelea termina siendo entre estos dos. Al caer al piso Mo golpea a Zhen Xi con una roca con la cual le abre la cabeza. Al final ambos son suspendidos de la escuela. Su familia manejaba un restaurante y su padre esta aún encarcelado.  En un punto Jian Yi le ayuda al ser acusado injustamente y posiblemente expulsado para siempre de la escuela, a partir de allí se vuelve parte del grupo.

## Película
La productora Chai Jidan (柴鸡蛋) adquirió los derechos de la serie para realizar una película.